# Reinaldo Leandro Mora
Reinaldo Leandro Mora  (El Cardonal, La Guaira, 23 de mayo de 1920 – Caracas, 4 de noviembre de 2013) fue un destacado educador y político venezolano. Fue ministro de Educación interino entre enero y marzo de 1961 y titular desde marzo de ese año hasta 1964, bajo el gobierno del presidente Rómulo Betancourt (1959-1964).
Durante el gobierno de Raúl Leoni (1964-1969) se desempeñó como Embajador Extraordinario y Plenipotenciario de la República de Venezuela ante la Santa Sede, cargo para el cual fue juramentado el 21 de abril de 1964. Al regreso de su misión diplomática fue designado ministro de Relaciones Interiores desde 1966 a 1969. Militó en el partido político Acción Democrática, llegando a ser senador por el estado de Barinas y un destacado miembro del Comité Ejecutivo Nacional (CEN) de su partido.

## Figuración dentro de la vida política venezolana
Fue uno de los candidatos ante la Convención Nacional del partido para optar a la candidatura por Acción Democrática para la presidencia de la República, con vistas a las elecciones presidenciales que se celebraron el 9 de diciembre de 1973. En la mencionada Convención Nacional llegó a obtener 180 votos frente a los 300 que dieron por ganador de la candidatura a Carlos Andrés Pérez, quien resultaría electo finalmente Primer Magistrado nacional para el período 1974-1979.
Luego de aquella única aspiración de 1973, y de acuerdo a entrevistas en el diario venezolano El Universal (Venezuela), rechazó posteriormente, y en dos ocasiones, en 1982 y 1987, la oferta para postularse como candidato a la presidencia de la República.
Dentro de su aquilatada actividad política, una de sus mayores responsabilidades, por la vasta cantidad de debates y leyes aprobadas durante su ejercicio, fue la que ejerció como presidente del Congreso de la República de Venezuela (en aquel entonces bicameral) de Venezuela entre los años 1984 y 1989. Cabe destacar, que, de acuerdo a la Constitución de Venezuela de 1961, el presidente del Senado lo era también del Congreso.
Al separarse del importante cargo como cabeza del Poder Legislativo, el senador Reinaldo Leandro Mora, fue nombrado Presidente de la Comisión Presidencial para la Delimitación de Áreas Marinas y Submarinas con la República de Colombia en 1989, junto a Hilarión Cardozo por el partido de corte socialcristiano Copei y Pompeyo Márquez, del partido Movimiento al Socialismo (Venezuela). Entre sus competencias, aparte de la cuestión limítrofe, también se englobaron los temas de migración (Esto pese a que a finales de la década de 1980, la situación económica venezolana presentaba claras dificultades luego del gobierno de Jaime Lusinchi, pero dado que el cuadro de violencia interna en Colombia llegó a niveles dramáticos, empujó a millones de desplazados hacia Venezuela); la navegación fluvial y el espinoso tema de las cuencas hidrográficas que atañen al territorio de ambos países. La importancia del cargo que ejerció, con su reconocida habilidad para dialogar, estriba en la delicada situación que recién se vivía entre ambos países por el gravísimo impasse diplomático y militar que dos años antes se materializó como la Crisis de la Corbeta Caldas.

## Actuación como factor político de diálogo
La Venezuela en la que Reinaldo Leandro Mora ejerció sus funciones tuvo momentos de alta crispación. Por ese motivo, fue reconocido por vastos sectores de la sociedad venezolana como un hombre favorable a la amplitud y encuentro. Prueba de ello fue el homenaje que encabezara en el Congreso Nacional a la figura de un adversario político, el furibundo comunista Cruz Villegas, a fines de mayo de 1987. Fue siempre visto como un gran constructor de puentes de diálogo plural en la complejidad del mundo sociopolítico venezolano. Es notorio el hecho de que se le conoció con el apodo del "Príncipe de la Amistad".

El 11 de enero de 1988, en su carácter de Presidente del Congreso Nacional de la República, apenas cuatro días antes del sensible fallecimiento del notable pensador venezolano Carlos Rangel, durante una entrevista televisiva en el programa que éste moderaba en Venevisión, Leandro Mora se anticipó, como una especie de pronosticador, a la terrible crisis que sometería a su país en muy pocos años. En la entrevista, el avezado político adeco aseguró que:
"Los partidos políticos venezolanos deben estudiar más, trabajar más, cumplir con mayor ahínco su rol de servicio público a objeto de lograr más armonía y ser más integradores de la sociedad. Los partidos políticos venezolanos tienen en este momento una necesidad muy importante, y ésta no es otra que la de revisarse y reevaluar su trabajo".
El reconocido periodista Nelson Bocaranda afirma respecto a su figura:
Otro maestro, fallecido hace tres días, fue Reinaldo Leandro Mora, llamado por muchos “el príncipe de la amistad”. Fue así. Lo conocí entrevistándolo como ministro de Educación en el gobierno de Rómulo Betancourt y luego como ministro de Relaciones Interior bajo el período de Raúl Leoni. Dada mi juventud, solo tenía 17 años cuando comencé en Radio Aeropuerto, me sirvió de presentador a muchas de las más importantes figuras de la política nacional y me enseñó a “guardar las fuentes”. Me tuvo una confianza extrema desde que daba mis primeros peninos periodísticos. Siempre tuvo palabras de agradecimiento para todos sus amigos y conocidos, fue un constructor de puentes en la verdadera democracia surgida en 1958 y nunca lanzó un epíteto, un insulto contra sus opositores. Fue un adeco de cuna que hizo de su sencillez, carisma, cultura y bonhomía su marca indeleble. Así será recordado.

## Obras publicadas
- Pintura venezolana 1661-1961 (1961).
- La Comunidad Nacional (1967).
- Fundación de La Guaira: Origen, desarrollo y destino de un pueblo (1967).
- La Constitución de la República: Sin vocación a riesgo de vigencia efímera (1986).